# Каспар (маг)
Святий Каспар (інакше відомий як Каспер, Гаспар, Каспар та інші варіації) був одним із «Трьох королів», разом із Мельхіором і Бальтазаром, що представляв мудреців або «біблійних волхвів», згаданих у Біблії в Євангелії від Матвія, вірші 2:1-9. Хоча Біблія не вказує, хто або що були волхви, починаючи з сьомого століття, волхви були ідентифіковані в західному християнстві як Каспар, Мельхіор і Бальтазар. Каспар і двоє інших вважаються святими Католицькою церквою.

## Походження імені
Ім'я Каспар або Каспер походить від «Gaspar», яке, у свою чергу, походить від давнього халдейського слова «Gizbar», яке за Конкордансом Стронґою означає «скарбник». Форма «Гізбар» зустрічається в єврейській версії Старозавітної книги Ездри (1:8). Насправді сучасне єврейське слово, що означає «скарбник», все ще є «Гізбар». До І століття до нашої ери Септуагінта дала грецький переклад «Ґізбара» в Ездри 1:8 як «γασβαρηνου» («Гасбаріну», буквально син «Газбара»). Таким чином, перехід від «Gizbar» до «Caspar» і «Kaspar» можна підсумувати так: Gizbar > Gasbar > Gaspar > Caspar > Kaspar (при цьому «C» є неправильним прочитанням рукописних «G» і «K», які мають однакові фонетичне значення як «C». Інше похідне, запропоноване Гутшмідом (1864), могло бути спотворенням індоіранської назви «Гондофарес».

## Місце походження

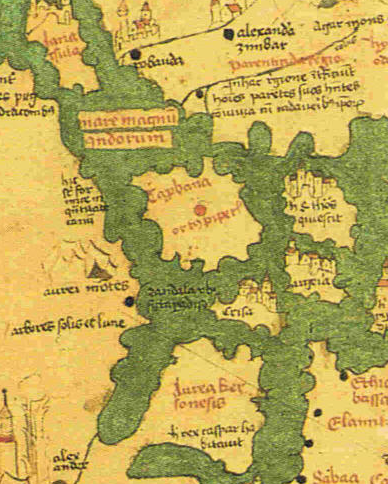
Батьківщина короля Каспара в Ауреа Серсонезе, Золотий півострів, поблизу Яви в Індійському океані, на карті Андреаса Вальспергера, близько 1448 р.

У Біблії не зазначено, ким були волхви; є тільки традиції. Оскільки в багатьох перекладах Біблії вони згадуються як «люди, які вивчали зірки», вважається, що вони були астрологами, які могли передбачити народження Месії завдяки дослідженню зірок.
Каспар часто вважається індійським вченим. Стаття в Британській енциклопедії 1913 року стверджує, що «відповідно до західної церковної традиції, Бальтазар часто представлений як король Аравії, Мельхіор — як король Персії, а Каспар — як король Індії». Історик Іоанн з Гільдесхайма розповідає про переказ стародавнього міста Таксіла, який проходив на Шовковому шляху, про те, що один із волхвів пройшов через це місто на шляху до Віфлеєму.
Деякі вважають Каспара королем Гондофаром (21 р. н. е. — бл. 47 р. н. е.), згаданий у Діяннях Томи. Інші вважають, що він походив із південних частин Індії, де, за переказами, десятиліттями пізніше побував апостол Фома. Місто під назвою Піравом у штаті Керала, південна Індія, давно стверджувало, що один із трьох біблійних волхвів пішов звідти. Ім'я Піравом на місцевій малаяламській мові перекладається як «народження». Вважається, що назва походить від згадки про Різдво Ісуса. Існує концентрація трьох церков, названих на честь біблійних волхвів, у Піравом та його околицях, на відміну від лише трьох інших так названих в решті Індії.
Деякі вважають, що королівство Каспара було розташоване в регіоні Егрісілла у Верхній Індії на півострові, який утворює східну сторону Синус Магнус (Сайамська затока), Йоганнес Шонер на своєму глобусі 1515 року. На ньому можна побачити Егрісіллу Брагманні («Егрісіллу Брахманів»), а в пояснювальному трактаті, який супроводжував глобус, Шенер зазначив: «Регіон Егрісілла, в якому є Брахман [тобто індійські] християни; там панував Маг Гаспар». Фраза hic rex caspar habitavit (тут жив король Каспар) вписана над Золотим Херсонесом (Малайський півострів) на карті Андреаса Вальспергера, зробленій у Констанці близько 1448 року. Також невідомо, чи прийняв ім'я Каспар король останніх днів.

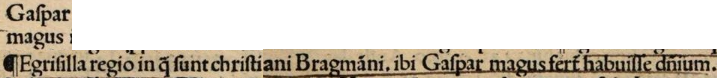
Йоганнес Шонер про мага Гаспара, або святого Каспара: "Регіон Егрісілла, в якому є Брахман [тобто індійські] християни; там панував Гаспар Маг, " Luculentissima quaedam terrae totius descriptio.

Зараз деякі вважають, що волхви не були королями. Вважається, що згадка про «царів» виникла завдяки згадці в Псалмах: «Царі Фарсису й островів принесуть дари; царі Аравії та Сави принесуть йому дари, і всі царі землі принесуть йому дари. обожнюй його» Псалом 72:10.
На деякі пізньосередньовічні зображення Каспара як африканського короля могли вплинути розповіді про паломництво в хадж правителя Гани Манси Муси.

## Подарунок Дитятку Ісусу

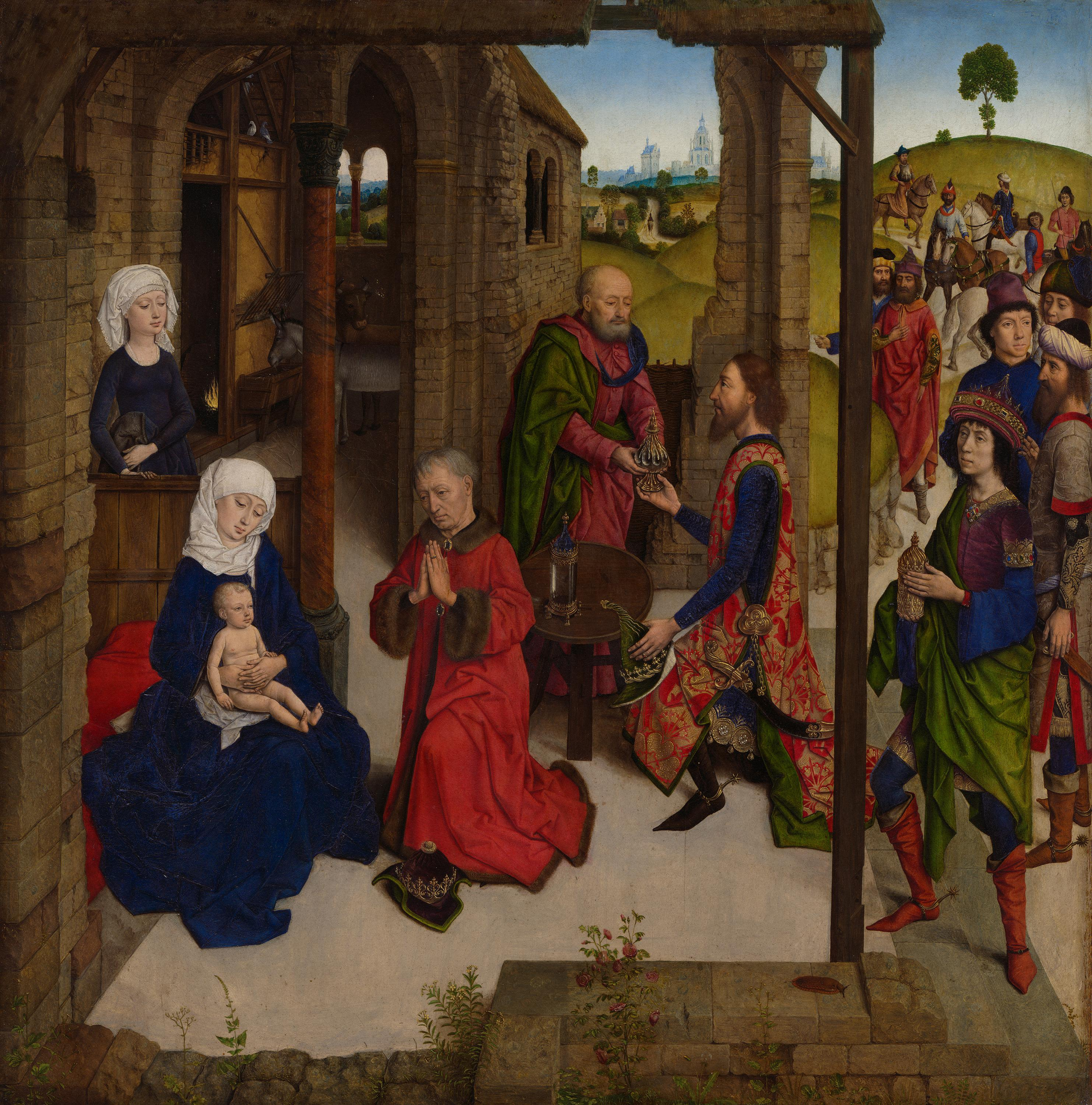
Каспар стоїть позаду Мельхіора, що стоїть на колінах, у фільмі "Волхви відвідують немовля Ісуса ", художник Дієрік Баутс

Матвій писав, що волхви принесли три дари — золото, ладан і смирну. Ці дари, очевидно, мають глибше значення: золото означає царський статус Ісуса, ладан — його божественність, а смирна — його людську природу. Традиційно Каспар зображується з рудою бородою посеред трьох королів, як молодший за Мельхіора та старший за Бальтазара, і який стоїть у черзі позаду Мельхіора, щоб віддати дар ладану Дитині Ісусу. Його часто зображують під час прийняття подарунка від помічника або під час зняття корони, що свідчить про те, що він готується стати наступним біля ніг Дитяти Ісуса.

## Смерть
За переказами, святий Каспар став мучеником, і деякі вважають, що двох інших волхвів також спіткала та ж доля. Мощі волхвів були знайдені в Персії святою Єленою, але пізніше були перевезені до Константинополя, а потім до Мілана в Італії. Звідти вони дісталися Німеччини, де зараз розміщені в Кельнському соборі.

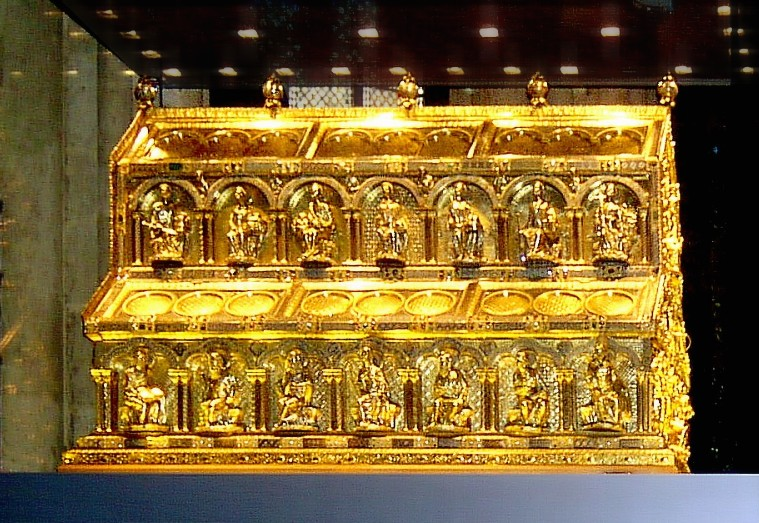
Мощі волхвів зберігаються в Храмі Трьох Королів у Кельнському соборі, Німеччина.

Каспар вшановується на свято Богоявлення разом з іншими членами волхвів, але також вшановується в католицизмі в день його свята, 11 січня. Після повернення до своєї країни, уникаючи царя Ірода, вважається, що Каспар святкував Різдво з іншими членами волхвів у Вірменії в 54 році нашої ери. Каспар помер 11 січня 55 року нашої ери у віці 109 років. 

## Шанування
У деяких парафіях традиційно освячують крейду для кожної сім'ї, щоб вони могли позначити перші ініціали кожного з трьох волхвів над своїми дверима як благословення для захисту.